# Starogard Gdański
Pour les articles homonymes, voir Gdanski.
Starogard Gdański, en allemand  Preußisch Stargard, en cachoube Starogarda, est une ville de Pologne située au nord du pays, dans la voïvodie de Poméranie. En langue slave, Starogard signifie « vieille ville ». 

## Géographie
Starogard Gdański est situé en Poméranie sur le cours de la petite rivière Wierzyca, à environ 21 kilomètres au Sud-Ouest de Tczew, 40 km au Sud de Gdańsk, et 67 km au Nord-Est de Chojnice. La route nationale 22 et la route de voïvodie 222 traversent la ville, et l'autoroute A1 passe à proximité, à l'Est de la ville. Il y a une gare ferroviaire à Starogard.

## Histoire
| Appartenances historiques Royaume de Pologne (avant 1198) Hospitaliers (1198–1282) Royaume de Pologne (1282–1308) État teutonique (1308–1454) Royaume de Pologne (1454–1461) État teutonique (1461–1466) République des Deux Nations (1466–1772) Royaume de Prusse (1772–1871) Empire allemand (1871–1920) Pologne (1920–1939) Reich allemand (1939–1945) Pologne (1945–1989) Pologne (1989–présent). |

### Histoire ancienne
Starogard semble avoir été occupée depuis le néolithique. Après avoir appartenu au jeune État polonais puis au duché de Poméranie, la ville a été offerte en 1198 par Grzymisław de Świecie à l’ordre de Saint-Jean de Jérusalem. Cet acte de cession constitue la première mention écrite que l'on ait de la ville. Le traité de Kępno de 1282 signe ensuite le retour de Starogard à la Pologne. 
En 1308, l'Ordre Teutonique en pleine expansion prend Starogard. La ville se voit accorder le droit de Culm quarante ans plus tard, en 1348. En 1440, elle rejoint la ligue de Prusse, excédée par les exactions des Chevaliers Teutoniques,. À ce titre, elle joue un rôle actif dans la guerre de Treize Ans : réunie à la Pologne dès 1454, elle est ensuite reprise par les Teutoniques en 1461, avant d'être finalement attribuée à la Pologne en vertu du traité de Thorn. Intégrée dès lors à la voïvodie de Poméranie, Starogard restera polonaise jusqu'en 1772.
Les premiers protestants arrivent en ville vers 1525. En 1557, une première église protestante est bâtie. La ville sera prise par les Suédois durant la première guerre du Nord : ils l'occuperont deux ans, de 1655 à 1657. En 1749, un incendie détruit une partie de la ville. En 1769, Starogard rejoint la Confédération de Bar.   
Le premier partage de la Pologne attribue la ville à la Prusse. Jean-Henri Dombrowski la reprend en 1807, mais la Prusse la récupère de nouveau en 1815. Starogard s'industrialise ensuite rapidement au cours du XIXe siècle, comprenant notamment une distillerie de vodka ainsi que la première caserne de pompiers sur le territoire actuel de la Pologne. 
En 1905, Preußisch-Stargard abritait la caserne du 72e régiment d'artillerie de campagne. Elle comptait alors 10 485 habitants, pour moitié catholiques (4252 protestants et 352 juifs,). 60,1% d'entre eux étaient allemands (le solde étant composé de Polonais ou de Cachoubes).

### Histoire contemporaine
Le Traité de Versailles (1919) stipulait la restitution de la Posnanie et de la Poméranie orientale à la République de Pologne, seuls quelques isolats demeurant allemands. Preußisch-Stargard devint une ville-frontière de Prusse-occidentale et Piła son chef-lieu. Les autorités polonaises octroyèrent des avantages substantiels à leurs ressortissants : par suite des expulsions forcées et de mesures de représailles, la population germanophone régressa fortement tout au long des années 1920.
Jusqu'en 1944, la ville se trouvait au carrefour des lignes ferroviaires Schneidemühl-Güldenboden, Schmentau-Preußisch-Stargard et Schöneck i. W.-Preußisch-Stargard. Elle possédait un temple protestant, une église catholique et, jusqu'en 1934, une synagogue ; sur la place, une statue de l'empereur Guillaume Ier.
Ce chef-lieu de district possédait un lycée, un tribunal et une perception.
En 1939, les troupes allemandes prennent la ville, qui est annexée au Reichsgau Danzig Westpreußen. 7 000 habitants, Polonais, sont tués par les troupes allemandes dans le cadre d’exécutions de masse. Les Allemands se livrent à de nombreux crimes de guerre à l'encontre de la population polonaise, (par exemple, en gravant au couteau des swastikas dans le front des hommes d'église). En 1939 toujours, 2 342 patients de l'hôpital psychiatrique de Koczborwo sont assassinés par les Einsatzkommandos.
Les Allemands ouvrent à Starogard un sous-camp du camp de concentration du Stutthof.
Starogard est libérée le 6 mai 1945 par l'armée rouge. Le 14, elle est rendue à la Pologne communiste, qui la rebaptise Starogard Gdański en 1950, afin de la distinguer d'autres villes polonaises également baptisées Starogard. En 1951, Teresa Block, alors âgée de 16 ans, fonde à Starogard un mouvement de résistance anti-communiste. Ses 17 membres seront condamnés à des peines allant de 1,5 à 9 ans de prison.
En 2011, le club de basketball SKS Starogard Gdański remporte la Coupe de Pologne de basket-ball.

## Personnalités liées à la ville
- Adolf Wallenberg (1862-1949), médecin interniste et neurologue ;
- Theo Mackeben (1897-1953), pianiste et compositeur ;
- Kazimierz Kropidłowski (1931-1998), athlète ;
- Henryk Jankowski (1936-2010), prêtre et soutien du mouvement Solidarité ;
- Andrzej Grubba (1958-2005), pongiste ;
- Oktawia Nowacka (1991- ), pentathlonienne.

## Galerie

Bâtiments de Starogard Gdański
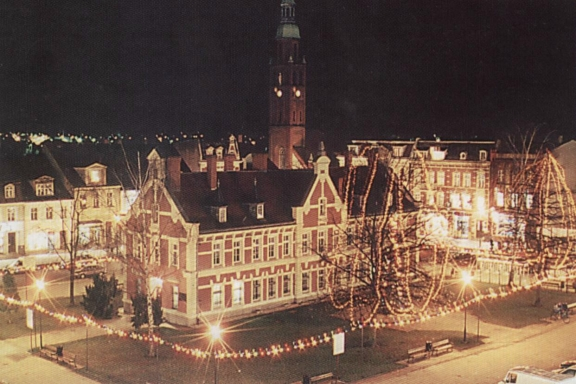
La mairie.
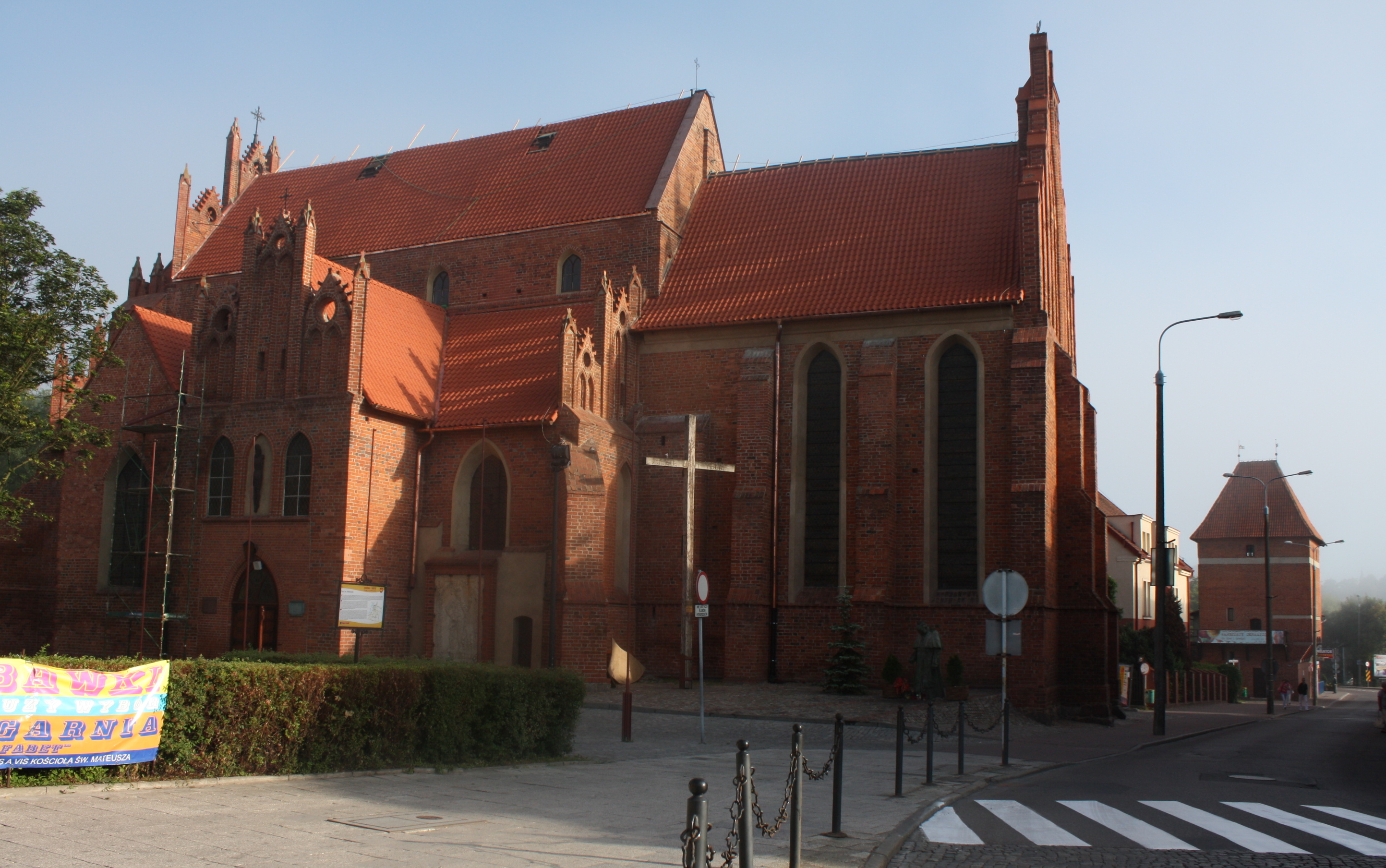
L'église Saint-Mathieu.
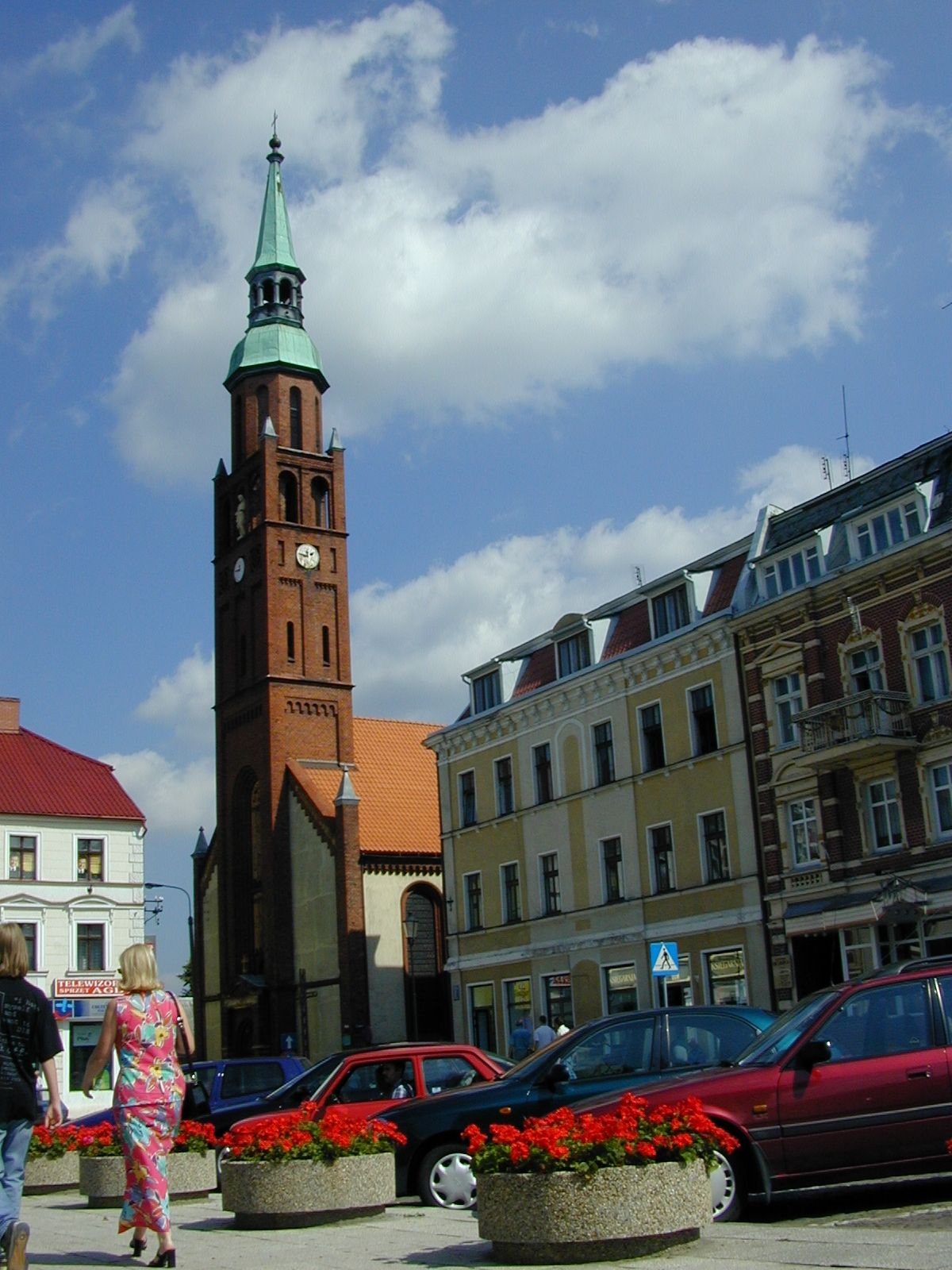
La place du marché.
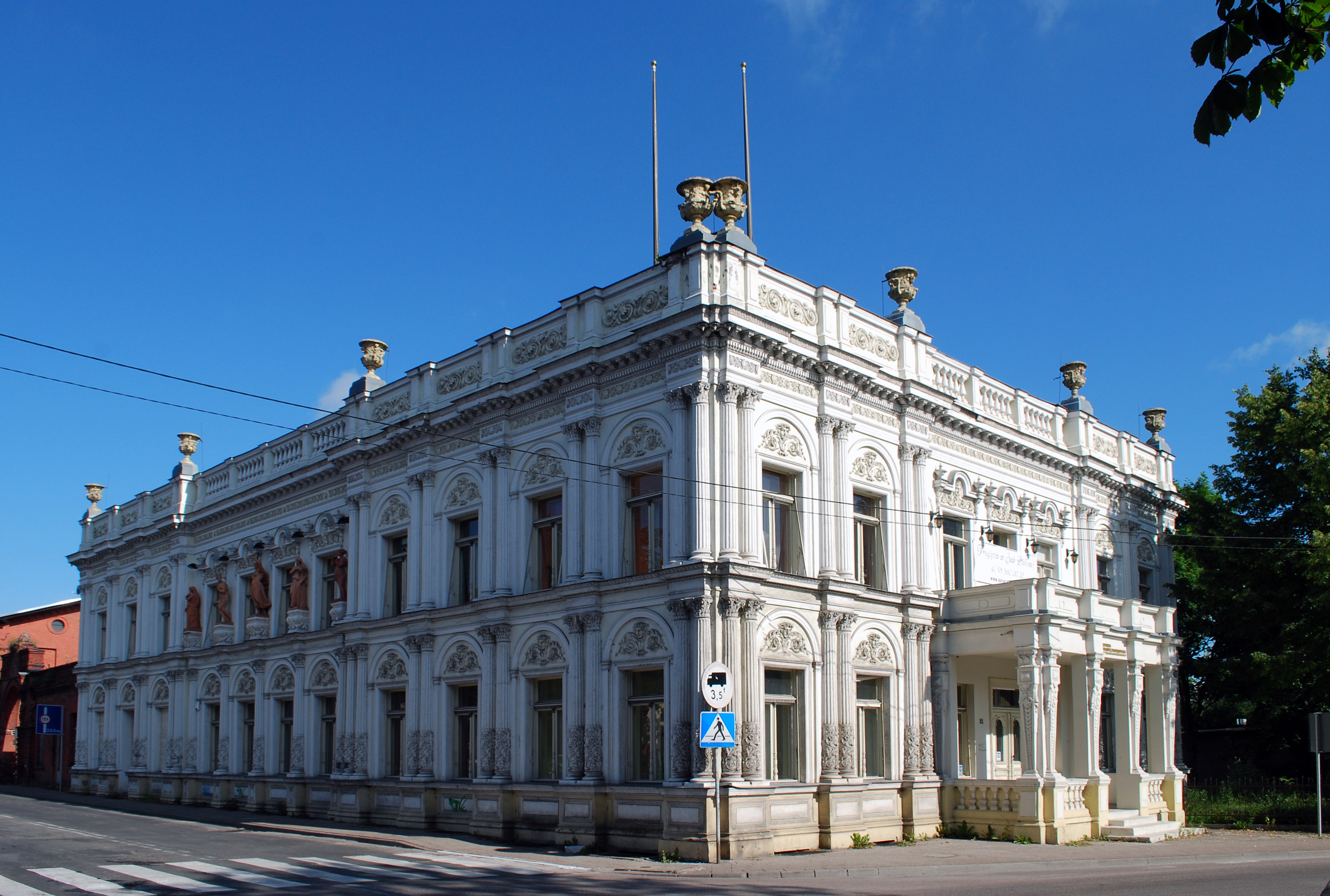
Le palais Wiechertów.
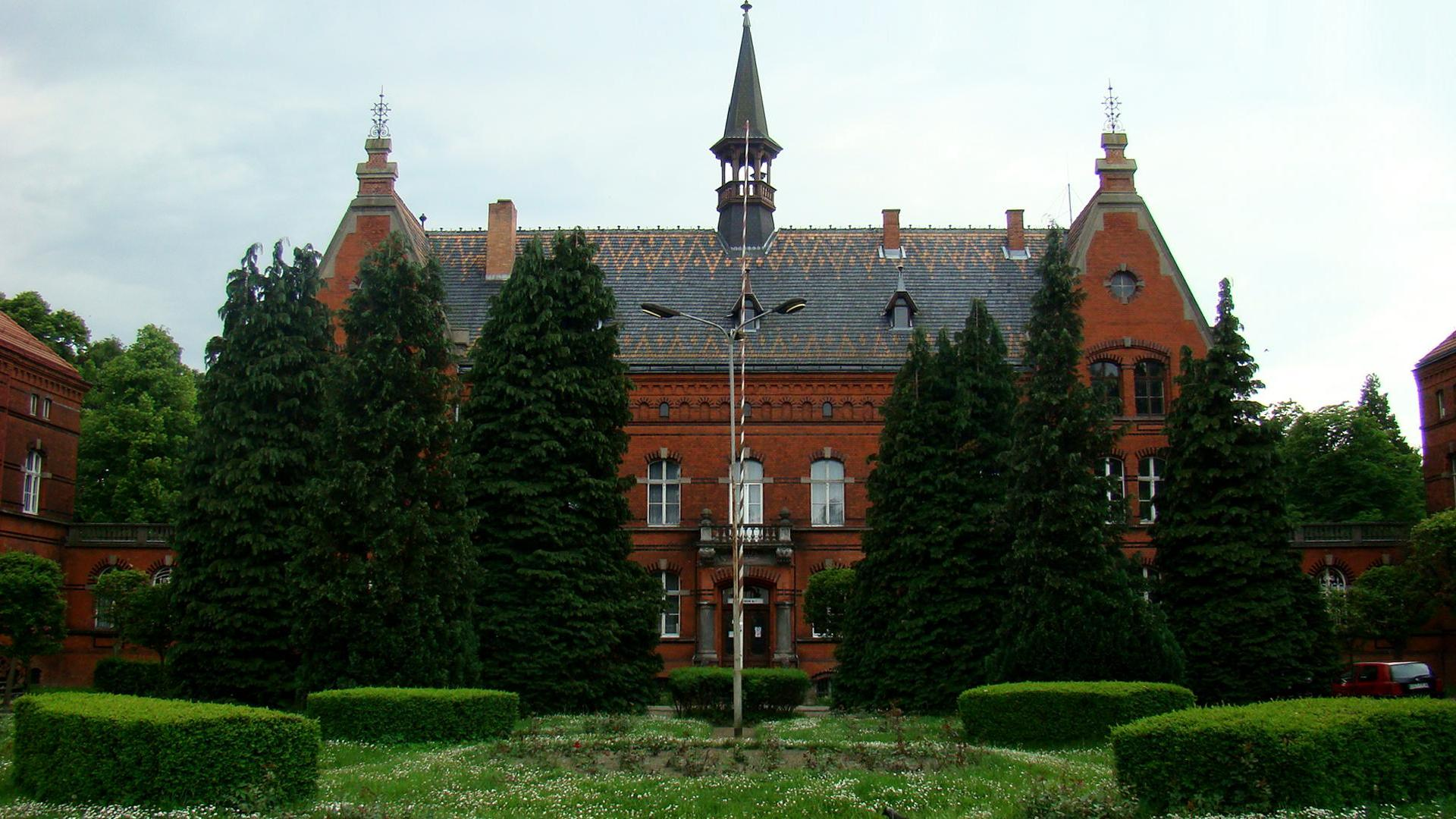
L'hôpital psychiatrique.
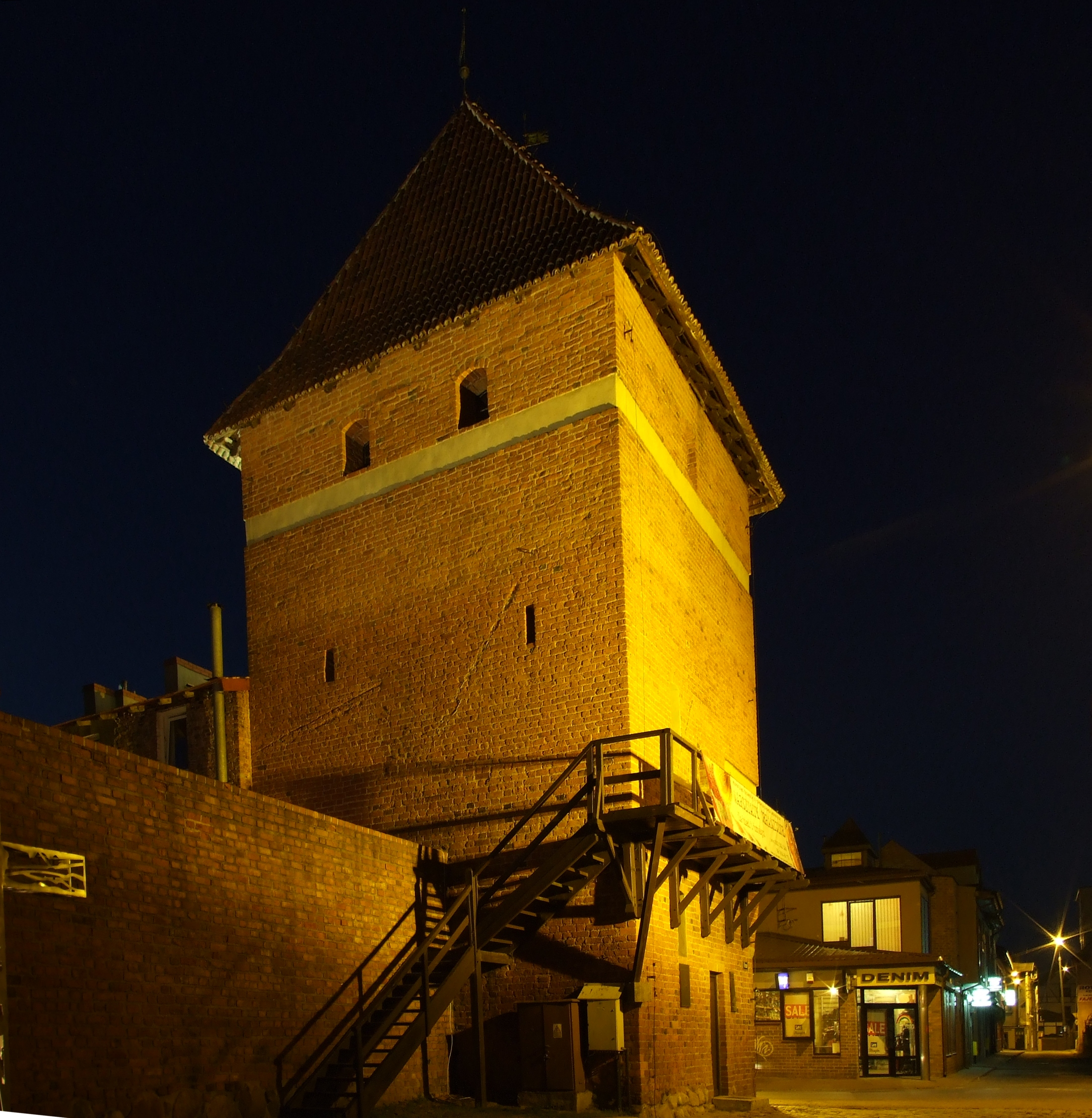
La tour de Gdańsk.
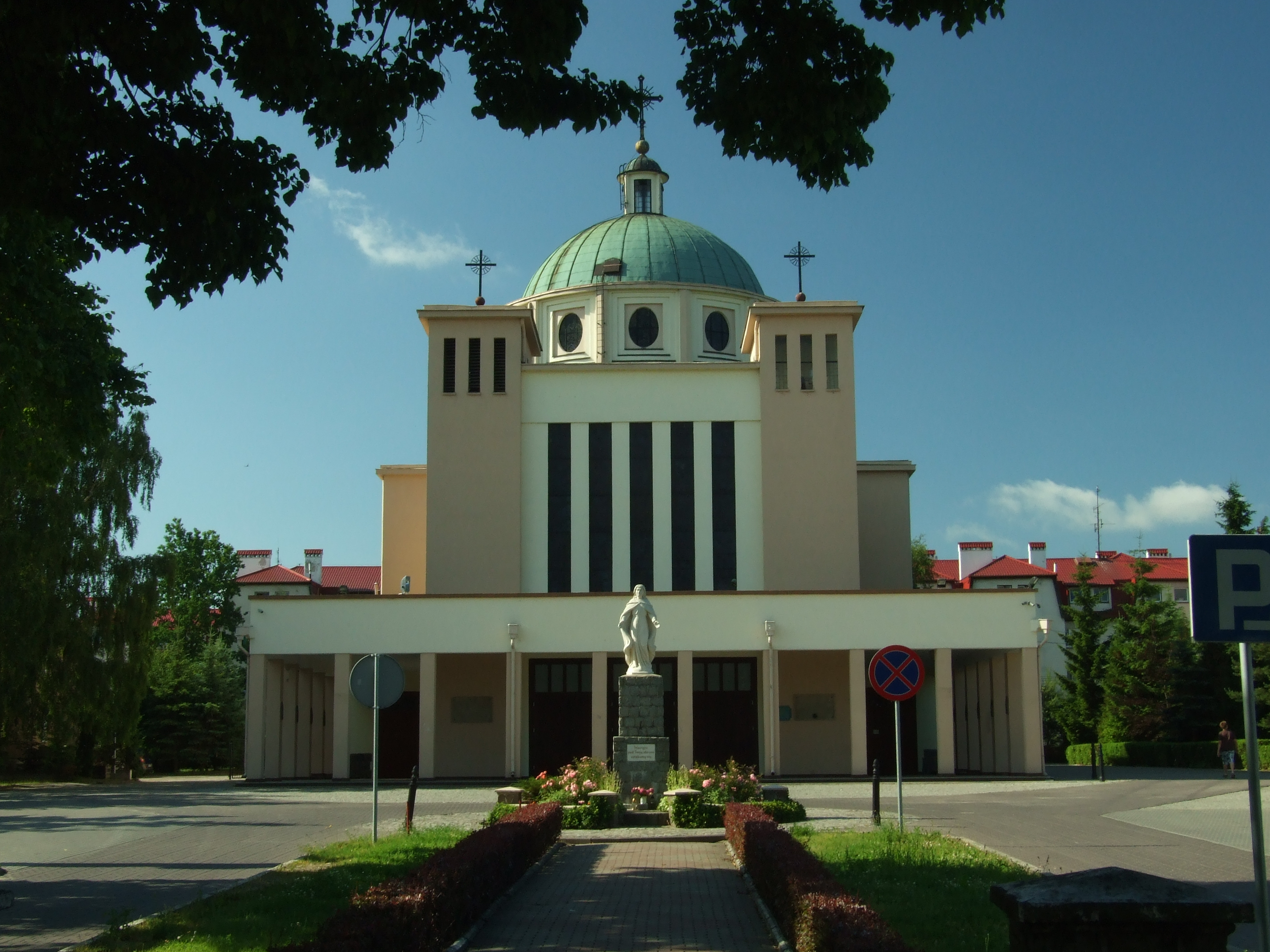
L'église Saint-Adalbert.

## Jumelages
- Bilhorod-Dnistrovskyï (Ukraine)
- Diepholz (Allemagne)
- Foshan (Chine)
- Hillerød (Danemark)
- Kaliningrad (Russie)
- Limerick (Irlande)
- Oschatz (Allemagne)